# Bitit
Bitit (franska: Bitit (CR), Bitit (Commune Rurale), arabiska: اولاد الصغير) är en kommun i Marocko.   Den ligger i provinsen El Hajeb och regionen Fès-Meknès, i den nordöstra delen av landet, 160 km öster om huvudstaden Rabat. Antalet invånare är 10 552.